# Вакцинація проти COVID-19 у Ботсвані
Вакцинація проти COVID-19 у Ботсвані — це кампанія масової імунізації населення Ботсвани проти COVID-19 під час пандемії коронавірусної хвороби. Масова вакцинація в країні розпочалась 26 березня 2021 року вакциною AstraZeneca проти COVID-19 «Ковішелд». Станом на 7 червня 2021 року в Ботсвані було введено 150019 доз вакцини.

## Використання вакцин
| Назва вакцини      | Кількість   | Доставлені дози | Схвалення |
| ------------------ | ----------- | --------------- | --------- |
| Pfizer-BioNTech    | 101790      | 101790          | схвалена  |
| Коронавак          | Не уточнено | 200000          | схвалена  |
| Коваксин           | 166600      | 66600           | схвалена  |
| Janssen            | 1200000     | 0               | схвалена  |
| Moderna            | 500000      | 0               | схвалена  |
| Oxford-AstraZeneca | 38400       | 38400           | схвалена  |

## Хронологія
У лютому 2021 року Ботсвана витратила 10 мільйонів доларів на закупівлю вакцин.
26 березня 2021 року в країні розпочалась перша фаза вакцинації для осіб старших 55 років, спочатку з 30 тисяч доз вакцини «Ковішелд», наданих Індією, і 33600 доз, придбаних через програму COVAX.
За перші 4 тижні вакцинальної кампанії перше щеплення отримали 47160 осіб. Через тиждень, 30 квітня, кількість вакцинованих осіб зросла до 49882 осіб.
Станом на 3 травня перше щеплення в країні зробили 49959 осіб; 53375 до 7 травня; і 142864 осіб до 28 травня.
29 травня Ботсвана отримала 38400 доз вакцини Oxford-AstraZeneca через COVAX за сприяння відділення ЮНІСЕФ у Ботсвані.
3 червня Ботсвана отримала 19890 доз вакцини Pfizer-BioNTech через COVAX. Було повідомлено про угоду про постачання вакцини Moderna.
24 червня Ботсвана отримала 200 тисяч доз вакцини «Коронавак». До кінця місяця 91482 особи були повністю вакциновані.
5 липня у країні відновили вакцинацію осіб від 55 років і старших. Про намір поширити вакцинацію на осіб віком від 30 до 54 років (2 фаза) в міністерстві охорони здоров'я заявили наприкінці липня.
16 липня міністерство охорони здоров'я і добробуту повідомило про нестачу 15 тисяч доз вакцини Oxford-AstraZeneca, поставка яких спочатку була запланована на початок червня. Щоб усунути непорозуміння, і гарантувати, що ті, хто вже був вакцинований Oxford-AstraZeneca, отримали друге щеплення протягом 12 тижнів після першого, міністерство рекомендувало використовувати вакцини Moderna або Pfizer-BioNTech для другої дози, якщо вакцина Oxford-AstraZeneca буде відсутня.
30 липня міністр охорони здоров'я повідомив, що з понад 2 мільйонів замовлених доз вакцини на той час доставлено лише 282890 доз. До кінця місяця 127362 особи були повністю вакциновані.
У серпні головний виконавчий директор фонду колишнього президента Яна Кхами «SKI Khama Foundation» опублікував заяву про те, що фонд отримав 2 мільйони доз вакцини Oxford-AstraZeneca і 2 мільйони доз вакцини Pfizer-BioNTech, через американську фірму «KKM Global Group». Фонд запропонував уряду закупити 4 мільйони доз, але потрібно було ухвалити рішення протягом 5 робочих днів. Компанії Pfizer і AstraZeneca спростували поставку будь-якої кількості вакцини «KKM Global Group».
8 серпня Ботсвана отримала 38400 доз вакцини Oxford-AstraZeneca, а потім 108 тисяч доз вакцини Janssen. 19 серпня країна отримала 81900 доз вакцини Pfizer-BioNTech, подарованих США.
До 23 серпня у Великому Габороне закінчилися вакцини Oxford-AstraZeneca, Janssen і «Коронавак», тому перші щеплення довелося припинити на невизначений термін, очікуючи надходження нових доз вакцини. Через місяць щеплення відновили.
До кінця серпня 337989 осіб отримали перше щеплення, а 215502 отримали обидві дози вакцини.
5 вересня Ботсвана отримала 404494 дози вакцини «Коронавак».
18 вересня Ботсвана отримала перші 101760 із 401280 доз вакцини Oxford-AstraZeneca, наданих Німеччиною.
23 вересня Ботсвана отримала 50 400 доз вакцини Janssen, наданих ПАР.
До кінця вересня було повністю щеплено 245559 осіб.
14 жовтня Ботсвана отримала першу партію з 49200 доз вакцини згідно з угодою про постачання з компанією Moderna, укладеною в червні 2021 року. Через тиждень країна отримала 72 тисячі доз вакцини Janssen, закуплених через Африканський фонд закупівель вакцин, а потім ще 72 тисячі доз вакцини Janssen 25 жовтня та 57600 доз 30 жовтня.
До кінця жовтня було повністю вакциновано 383320 осіб, що відповідає 40 % цільового населення.
18 листопада Ботсвана отримала 100260 доз вакцини Pfizer-BioNTech через COVAX.
До кінця листопада було повністю вакциновано 519544 особи, що відповідає 93 % цільового населення.
2 грудня Ботсвана отримала 525230 доз вакцини Pfizer-BioNTech, 200070 доз цієї ж вакцини 6 грудня, 151200 і 79200 вакцини Janssen 6 і 8 грудня відповідно. 12 грудня країна отримала 72 тисячі доз вакцини Janssen і 72 тисячі доз Oxford-AstraZeneca, а 16 грудня — 737100 доз вакцини Pfizer-BioNTech.
До кінця грудня було повністю вакциновано 1,03 мільйона осіб, що перевищує цільову кількість.
До кінця січня 2022 року було повністю вакциновано понад 1,1 мільйона осіб, що перевищує цільову кількість.
До кінця лютого 2022 року було повністю вакциновано понад 1,4 мільйона осіб, що перевищує цільову кількість.
До кінця квітня 2022 року було повністю вакциновано понад 1,9 мільйона осіб, що перевищує цільову кількість.